# Amberbakia
Amberbakia är ett släkte av insekter. Amberbakia ingår i familjen dvärgstritar.
Kladogram enligt Catalogue of Life:
| Amberbakia | \| \| Amberbakia bispecularis \| \| \| \| \| \| Amberbakia specularia \| \| \| \| |
|            | \| \| Amberbakia bispecularis \| \| \| \| \| \| Amberbakia specularia \| \| \| \| |
|            | Amberbakia bispecularis                                                           |
|            |                                                                                   |
|            | Amberbakia specularia                                                             |
|            |                                                                                   |